# Luchthaven Karpathos
Luchthaven Karpathos (Grieks: Κρατικός Αερολιμένας Καρπάθου) (IATA: AOK, ICAO: LGKP) is een luchthaven op het eiland Karpathos, Griekenland. De luchthaven werd in 1970 geopend. Sinds 1986 is de huidige startbaan van 2,1 km lang en 30 m breed in gebruik. Er is geen reguliere busverbinding tussen de luchthaven en Karpathos-stad.